# Allan Erdman
Allan Riczardowicz Erdman (ros. Аллан Ричардович Эрдман; ur. 11 lipca 1933 w Wielkich Łukach) – radziecki strzelec sportowy, medalista olimpijski.
Specjalizował się w strzelaniu z karabinu dowolnego. Na igrzyskach wziął udział w jednej konkurencji, w której zdobył srebrny medal (karabin dowolny, trzy pozycje, 300 m). Z rodakiem Wasilijem Borisowem przegrał tylko o jeden punkt (Erdman zdobył 1137 punktów). Było to jednak jedyne duże osiągnięcie Erdmana w karierze.